# Jango Fett
Jango Fett é uma personagem fictícia da franquia Star Wars, criada por George Lucas. Apareceu pela primeira vez como o antagonista secundário do filme de 2002 Star Wars: Episódio II – Ataque dos Clones, interpretado por Temuera Morrison. O personagem é um caçador de recompensas mandaloriano, considerado o melhor mercenário da galáxia da sua época, e pai de Boba Fett, um clone não modificado de Jango que ele manteve como pagamento por servir como modelo genético do exército de clones da República Galáctica e criou como seu filho. Após a morte de Jango às mãos de Mace Windu, Boba segue as pisadas do pai, usando a armadura, o equipamento e a nave do pai, Slave I, para se tornar um caçador de recompensas de sucesso. A série animada The Bad Batch revela ainda que duas filhas de Jango foram criadas ao lado de Boba, sem o conhecimento de Jango: Omega e Emerie Karr.
Fora dos filmes, a personagem aparece em várias obras canônicas e não canônicas de Star Wars, como revista em quadrinhos e videogame, que o retratam como um anti-herói em vez de uma figura vilã, e exploram o seu passado como caçador de recompensas e guerreiro Mandaloriano. Desde o lançamento de Ataque dos Clones, Jango Fett tornou-se uma figura popular entre os fãs de Star Wars, ganhando um culto de seguidores, com Morrison a retratar mais tarde o filho de Jango, Boba, nas séries da Disney+ The Mandalorian e O Livro de Boba Fett.

## Características

### Conceito e criação
Nos primeiros rascunhos de Ataque dos Clones, o primeiro nome de Fett era "J'mee". O seu nome é uma referência ao filme Django, de Sergio Corbucci, de 1966, que apresenta um vagabundo hiper-violento com o mesmo nome, interpretado por Franco Nero. Django era muito conhecido devido aos usos e abusos que a indústria do faroeste macarrônico fez do seu nome e personagem durante as décadas de 1970 e 1980.
Jango veste um fato blindado elegante que esconde o seu rosto cheio de cicatrizes, largamente baseado no fato icônico de Boba Fett (desenhado por Joe Johnston) da trilogia original. O seu fato foi inicialmente planeado para ser branco para combinar com a arte conceptual de Boba Fett, mas foi alterado para prateado e azul, em contraste com o verde, vermelho e laranja de Boba. Jango também tem uma armadura única para as coxas, canelas e espáduas, bem como uma relativa falta de acessórios e troféus.
O criador da franquia, George Lucas, decidiu que Jango usaria uma armadura Mandaloriana, mas não seria do planeta deles.

### Retrato
Jango Fett foi interpretado por Temuera Morrison em Ataque dos Clones, que posteriormente deu voz à personagem na maioria das suas aparições em videogames, incluindo Star Wars: Bounty Hunter, Star Wars: Battlefront II, Star Wars Battlefront: Elite Squadron, e a versão PSP de Star Wars: The Force Unleashed. De acordo com Morrison, ele "não conseguia ver nada" enquanto usava o capacete do fato devido ao nevoeiro da sua respiração, o que dificultava o seu desempenho.
Além disso, Jango foi interpretado por Bob Marshall num anúncio de Star Wars: Bounty Hunter (mas a voz foi dada por um ator diferente e desconhecido), e por Jeff Bennett nos jogos Star Wars: Galactic Battlegrounds e Star Wars: Jedi Starfighter, e Andrew Chaikin em Star Wars Battlefront: Renegade Squadron.

## Aparições

### Filme

#### Ataque dos Clones
Em Star Wars: Episódio II –  Ataque dos Clones, Jango é retratado como um caçador de recompensas que foi contratado para ser o modelo genético para o Grande Exército da República, ficando envolvido numa trama obscura do Lord Sith Darth Tyranus (publicamente conhecido como Conde Dookan). Mais tarde, é contratado pelo Vice-Rei Nute Gunray da Federação do Comércio para assassinar a Senadora Padmé Amidala em retaliação pelas suas ações em A Ameaça Fantasma. Fett subcontrata o trabalho ao metamorfo Zam Wesell. Duas tentativas falhadas de assassínio da Senadora obrigam Fett a matar Wesell com um dardo envenenado, para evitar que ela possa conduzir os Jedi ao planeta oceânico Kamino.
Apesar dos esforços de Jango, a investigação de Obi-Wan Kenobi sobre o dardo envenenado acaba por levá-lo a Kamino, onde rapidamente descobre que uma instalação de clonagem no planeta está a usar o modelo genético de Jango para produzir um enorme exército de clones, aparentemente encomendado em nome da República Galáctica. O confronto que se segue entre Obi-Wan e Jango força este último a fugir para Geonosis, encontrando-se com o seu benfeitor Tyranus. Jango participa na Batalha de Geonosis, onde encontra uma besta parecida com um rinoceronte conhecida como reek, que pisa e danifica o seu jetpack. Incapaz de voar para longe, é decapitado pelo Mestre Jedi Mace Windu.
O legado de Jango é retomado sob a forma de um exército de clones da República baseado no seu material genético, bem como no seu filho Boba, que herda a armadura outrora usada por Jango e se torna no mais famoso caçador de recompensas da galáxia.

### Televisão

#### A Guerra dos Clones
Jango é mencionado postumamente várias vezes na série animada em CGI A Guerra dos Clones.
No episódio "The Mandalore Plot", Obi-Wan Kenobi menciona o seu encontro com Jango ao Primeiro-Ministro Almec de Mandalore, que rejeita os laços de Fett com a cultura Mandaloriana. No episódio "Clone Cadets", o Primeiro-Ministro Lama Su de Kamino lamenta que a morte de Fett tenha feito com que os clonadores de Kamino tivessem o seu ADN esgotado. Um holograma de Fett aparece no episódio seguinte, "ARC Troopers".
Num arco de história de três episódios que inclui "Death Trap", "R2 Come Home", e "Lethal Trackdown", Boba Fett trabalha com outros caçadores de recompensas para se vingar de Mace Windu por este ter morto o seu pai. O rapaz sacrifica o capacete de Jango para atrair Windu para um engenho explosivo escondido no seu interior, mas Windu percebe a armadilha e sobrevive. Depois de Boba ser preso pela República, ele jura nunca perdoar os Jedi pela morte do seu pai.

#### The Mandalorian
Jango é mencionado várias vezes no episódio da segunda temporada "Chapter 14: The Tragedy" da série de televisão em streaming The Mandalorian. Boba revela que a sua armadura (que reclama ao personagem principal) é o mesmo fato usado pelo seu pai e, portanto, o seu direito de nascença. Entre o diálogo de Boba e o "código em cadeia" holográfico que ele mostra ao protagonista, é estabelecido que Jango foi adotado na cultura Mandaloriana pelo seu mentor, Jaster; que ele veio de Concord Dawn; e que ele lutou nas Guerras Civis Mandalorianas - elementos que refletem amplamente a história de fundo da personagem na banda desenhada Legends Jango Fett: Open Seasons.

#### The Bad Batch
Jango é novamente mencionado em Star Wars: The Bad Batch, um spin-off animado em CGI da série Clone Wars. O episódio "Bounty Lost" revela que Omega, uma clone feminina melhorada que se juntou à Clone Force 99 após a ascensão do Império Galáctico, é uma segunda réplica inalterada do modelo de Fett, o que tecnicamente a torna sua filha. O episódio "Plan 99" revela que Emerie Karr é outra clone feminina de Fett e, portanto, outra filha dele.

#### O Livro de Boba Fett
Jango é mencionado várias vezes em O Livro de Boba Fett, um spin-off de The Mandalorian. No episódio "Chapter 7: In the Name of Honor", Cad Bane provoca Boba por ser um assassino como o seu pai, fazendo com que Boba retalie e mate Bane.

### Literatura canônica
Jango é o protagonista da história em quadrinhos da Marvel Comics Star Wars: Age of Republic - Jango Fett (2019).

### Legends
Em abril de 2014, a maior parte dos romances, histórias em quadrinhos, videogames e outras obras licenciadas de Star Wars produzidas desde o filme original de 1977 foram rebatizadas pela Lucasfilm como Star Wars Legends e declaradas não canônicas para o futuro da franquia.

#### Jogos eletrônicos
- Star Wars: Bounty Hunter tem Jango Fett como personagem jogável. O jogo retrata Jango durante o seu auge como caçador de recompensas, fornecendo a história do seu papel em Ataque dos Clones. Fett está envolvido numa extensa conspiração de tráfico de "bastões da morte", que termina com ele derrotando o Jedi caído Komari Vosa e a derrotar o seu rival de longa data Montross, um companheiro Mandaloriano. Toda esta situação é, na verdade, um teste organizado pelo Conde Dookan para encontrar um candidato adequado para ser o modelo genético do exército de clones.
- Fett faz outras aparições jogáveis em Star Wars: Jedi Starfighter, Lego Star Wars, Star Wars: Battlefront, Lego Star Wars II, Lego Star Wars: The Complete Saga, Lego Star Wars: The Force Awakens, Star Wars: Battlefront II, Star Wars Battlefront: Renegade Squadron e Lego Star Wars: The Skywalker Saga. O personagem até deixa a marca Star Wars ao aparecer como convidado em Tony Hawk's Pro Skater 4 como personagem desbloqueável. Também aparece como boss na adaptação para o jogo eletrônico de Star Wars: Episódio II: Ataque dos Clones e na versão para PlayStation Portable de Star Wars: The Force Unleashed.
- Para além disso, uma versão porca maléfica de Jango Fett (chamada "Jango Fatt") é uma personagem jogável em Angry Birds Star Wars II, juntamente com o seu filho "Boba Fatt" e os clone troopers.

#### Literatura
Fett aparece nos livros de banda desenhada da Dark Horse Jango Fett, Jango Fett: Open Seasons, e na banda desenhada promocional da Toys "R" Us Full of Surprises.
Também aparece nos livros de Star Wars: Adventures Jango Fett vs. The Razor Eaters, The Shape Shifter Strikes e Warlords of Balmorra.
A personagem também apareceu no livro dos Jedi Readers, Jango Fett: Bounty Hunter, em Boba Fett: The Fight to Survive e na novelização de Episódio II - Ataque dos Clones.

##### Jango Fett: Open Seasons
Jango Fett: Open Seasons é uma história em quadrinhos produzida por Haden Blackman e publicada em 29 de janeiro de 2003. A história começa pouco depois dos acontecimentos do Episódio I – A Ameaça Fantasma, com longos flashbacks para períodos anteriores.
A história começa pouco depois dos eventos do A Ameaça Fantasma, o Os Mandalorianos dividem-se em duas facções: a bárbara Guarda da Morte, liderada por Tor Vizsla, e os Verdadeiros Mandalorianos, mercenários honrados liderados por Jaster Mereel. As duas facções lutam no planeta natal de Jango, Concord Dawn. A família de Jango ajuda Jaster, incitando Vizsla e os seus homens a matá-los. O jovem Jango é o único sobrevivente e, embora horrorizado, ajuda Jaster e os seus homens a escapar e a emboscar a Guarda da Morte. Posteriormente, Jaster adota Jango e acolhe-o em sua facção.
Anos mais tarde, Jango tornou-se um guerreiro Mandaloriano de pleno direito sob a tutela de Jaster. Os Mandalorianos são emboscados pela Guarda da Morte, e Jaster é morto por Vizsla. Usando a armadura de Jaster, Jango torna-se o novo líder dos Verdadeiros Mandalorianos. Uma força de ataque Jedi liderada pelo então Mestre Jedi Conde Dookan mata os guerreiros de Jango. Jango retalia e mata vários Jedi sem qualquer arma antes de ser derrotado e vendido como escravo ao governador do planeta. Mais tarde, Jango foge, ataca a Guarda da Morte e mata Vizsla, antes de começar a seguir uma carreira como caçador de recompensas.
Dookan, agora um Lorde Sith, sob as ordens do seu mestre, Darth Sidious, coloca os mais notórios mercenários da galáxia uns contra os outros, a fim de selecionar um modelo genético para um exército de clones. Lembrando-se de Jango do seu encontro anterior e impressionado pelo fato de Jango ter matado vários Jedi sem armas, Dookan procura Fett. Fett sai vitorioso e, num encontro tenso com Dookan, pede uma coisa em troca da doação do seu DNA: um clone não modificado para ser seu filho e aprendiz.

## Na cultura popular
O site de cultura pop IGN nomeou Jango Fett como o 30º maior personagem de Star Wars em sua contagem regressiva Top 100, citando seu comportamento calmo e eficaz e proeza em combate, apesar de não possuir uma conexão com a Força.
Em 4 de fevereiro de 2022, Indy Stevenson publicou no Twitter uma história em quadrinhos feita por fãs de O Livro de Boba Fett intitulada "This Place Was Home", que teve uma recepção crítica positiva. Posteriormente publicada no Substack, a história em quadrinhos explora a relação de Jango com Zam Wesell, em simultâneo com os acontecimentos de Ataque dos Clones.